# Kysucké Beskydy

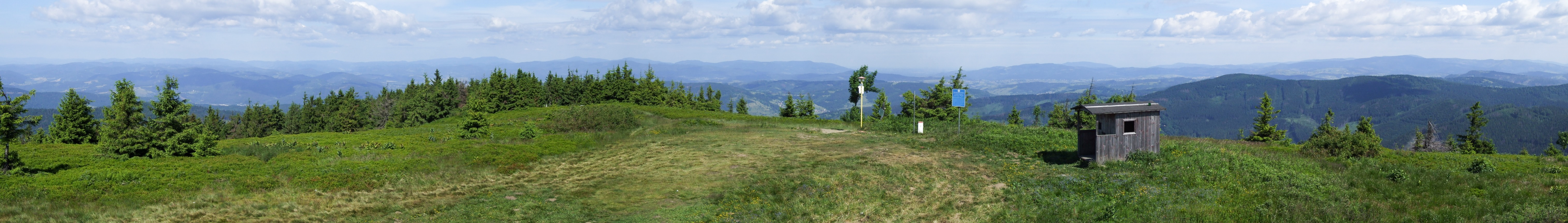
Panorama z Wielkiej Raczy w kierunku Beskidów Kysuckich i Beskidu Śląsko-Morawskiego

Mapa pasm beskidzkich – Beskidy Kysuckie są zachodnią częścią Beskidów Słowackich (Slovenské Beskydy)

Kysucké Beskydy (pol. Beskid Kysucki, Beskidy Kysuckie, Beskid Kisucki, Beskidy Kisuckie) – pasmo górskie w północnej Słowacji, w regionie Kysuce. Wraz z Beskidem Orawskim (Oravské Beskydy) tworzą pasmo Beskidów Słowackich (Slovenské Beskydy), są najwyższą częścią Gór Kisuckich (Kysucká vrchovina). W regionalizacji fizycznogeograficznej Polski opracowanej w 2018 roku przez zespół geografów pod przewodnictwem Jerzego Solona Kysucke Beskydy wraz z Grupą Wielkiej Raczy i Grupą Oszusa włączone zostały do nowo utworzonego regionu Beskidu Żywiecko-Kisuckiego (słow. Žyviecko-kysucké Beskydy).
Beskid Kysucki ciągnie się od Przełęczy Zwardońskiej do granicy z Orawą na przełęczy Przysłop. Najwyższym szczytem pasma jest Wielka Racza (Veľká Rača). Na terenie gór znajduje się kilka rezerwatów przyrody, w tym wokół Wielkiej Raczy, a niemal całość pasma zajmuje obszar chronionego krajobrazu (Chránená krajinná oblast’ „Kysuce”).

## Kontrowersje
Wyodrębnianie pasma Beskidu Kysuckiego budzi często w Polsce kontrowersje, gdyż najpopularniejszy podział Jerzego Kondrackiego w ogóle go nie wyróżnia, traktując go jako część Beskidu Żywieckiego (podobnie jak i nie wyróżnia Beskidu Orawskiego). Słowacy jednak uznają Kysucké Beskydy za osobne pasmo górskie, natomiast Beskidem Żywieckim określają tylko tereny leżące po polskiej stronie granicy.
Również przynależność do makroregionów jest sporna – Słowacy uznają je (tak jak i Beskid Żywiecki) za część gór o nazwie Stredné Beskydy (dosłownie Beskidy Środkowe, jednak nie należy ich mylić z górami o tej nazwie wyróżnianymi w polskiej regionalizacji), natomiast w Polsce ten rejon należy do Beskidów Zachodnich.